# Alice Liddellová

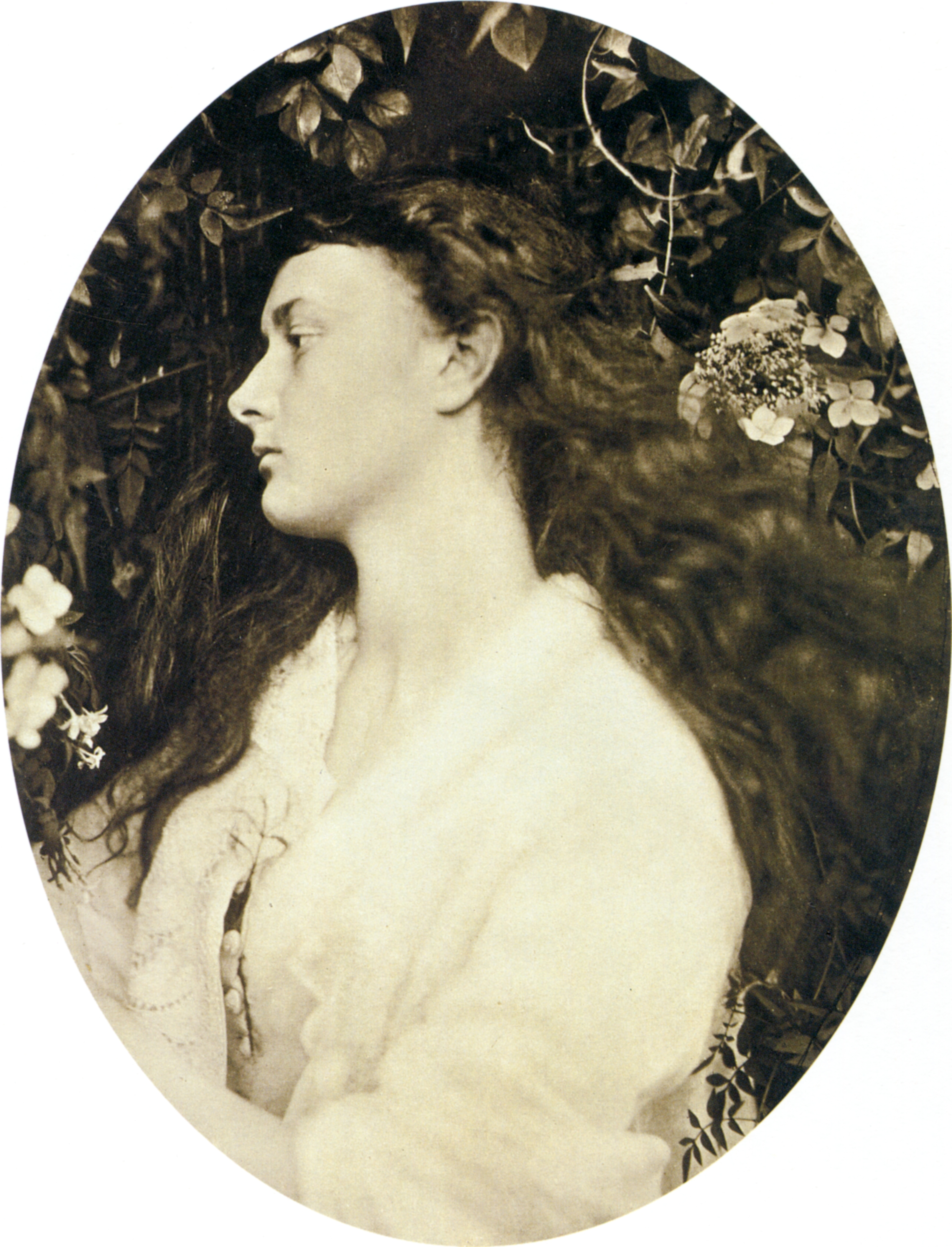
Julia Margaret Cameronová: Alice Liddellová jako Alethea, 1872

Alice Liddellová (anglicky Liddell, provdaná Alice Pleasanceová Hargreavesová; 4. května 1852, Westminster– 16. listopadu 1934, Westerham) byla Angličanka, kterou si jako dítě oblíbil Lewis Carroll a která se stala vzorem postavy Alenky z jeho knih Alenka v říši divů a Za zrcadlem a co tam Alenka našla.

## Životopis
Alice Liddellová byla čtvrtým dítětem Henryho Liddella (6. února 1811 – 18. ledna 1898) – klasického filologa, děkana jedné z vysokých škol v Oxfordu a spoluautora významného řeckého slovníku „Liddell-Scott“, a jeho manželky Loriny Hannah Liddellové (rozené Reeveové, 3. března 1826 – 25. června 1910). Rodiče dlouho vybírali jméno pro dítě. Existovaly dvě možnosti: Alice nebo Marina. Rodiče považovali první z těchto možností za vhodnější.
Alice měla dva starší bratry – Edwarda Harryho (6. září 1847 – 14. června 1911) a Jamese Arthura Charlese (28. prosince 1850 – 27. listopadu 1853, zemřel na spálu) – a starší sestru Laurinu Charlotte (11. května 1849 – 29. října 1930). Po Alici měli Henry a Lorina Hannah dalších šest dětí:
- Edith Mary (1854 – 26. června 1876)
- Rhoda Caroline Ann (1859 – 19. května 1949);
- Albert Edward Arthur (1863 – 28. května 1863)
- Violet Constance (10. března 1864 – 9. prosince 1927)
- Frederick Francis (7. června 1865 – 19. března 1950)
- Lionel Charles (22. května 1868 – 21. března 1942).

Alice měla k Edith a Frederickovi velmi blízko. Po Alicině narození byl její otec, který byl dříve ředitelem Westminsterské školy, jmenován děkanem Christ Church College a v roce 1856 se rodina Liddellových přestěhovala do Oxfordu. Alice se brzy setkala s Charlesem Latuidge Dodgsonem, který se 25. dubna 1856 s rodinou potkal při fotografování katedrály. V následujících letech se stal blízkým rodinným přítelem.
Alice vyrůstala hlavně ve společnosti Loriny a Edith. O prázdninách cestovali s celou rodinou na západním pobřeží severního Walesu a bydleli v Penmorph Country House (nyní Gogarth-Abbey Hotel) na západním pobřeží Llandudna v severním Walesu.
U otce Alice studovala celá řada významných umělců, byl také přítelem královské rodiny. Alicino dospívání a mládí se shodovalo s rozkvětem kreativity prerafaelitů (předchůdců moderny). Malovala a malovat ji učil John Ruskin, renomovaný malíř a nejvlivnější anglický kritik umění 19. století. Ruskin v ní objevil velké nadání a talent, zhotovila několik kopií jeho obrazů i obrazů jeho přítele Williama Turnera, významného anglického malíře. Později Alice pózovala pro Julii Margaret Cameronovou, fotografku, která měla také blízko k prerafaelitům, jejichž dílo je přičítáno zlatému věku anglické fotografie.
Podle některých zpráv se pan Dodgson obrátil na Aliciny rodiče s žádostí, aby mu umožnili požádat ji o ruku, až dospěje. O tom však neexistují žádné přesné údaje. Je možné, že je to součást „mýtu o Lewisovi Carrollovi a Alence“, který vznikl později.
Je znám také další „mýtus“: v dospívání Alice a její sestry cestovaly po Evropě a na této cestě se setkaly s princem Leopoldem, nejmladším synem královny Viktorie, když žil v Chrámu Krista. Podle „mýtu“ se Leopold do Alice zamiloval, ale důkazy o této skutečnosti jsou nejasné. Skutečnost, že se s ním sestry Liddellové setkaly, je pravdivá, ale moderní životopisci Leopolda věří, že existuje vysoká pravděpodobnost, že ho přitahovala její sestra Edith (ačkoli Leopold později pojmenoval svou první dceru Alice). V každém případě byl Leopold mezi těmi, kdo nesl rakev s tělem Edith na jejím pohřbu 30. června 1876 (zemřela 26. června – podle různých zdrojů na spalničky nebo zánět pobřišnice).
Dne 15. září 1880 se Alice ve Westminsterském opatství provdala za hráče kriketu Reginalda Hargreavesa (13. října 1852 – 13. února 1926), který byl studentem Dr. Dodgsona. Měla s ním tři syny: Alan Niveton Hargreaves (25. října 1881 – 9. května 1915), Leopold Reginald „Rex“ Hargreaves (leden 1883 – 25. září 1916) a Caryl Liddell Hargreaves (1887 – 26. listopadu 1955)) (je k dispozici verze, že byl pojmenován po Carrollovi, ale Liddellovci to popřeli). Alan a Leopold byli zabiti v první světové válce během bojů ve Francii: Alan zemřel na bojišti a byl pohřben ve Fleurbes, Reginald zemřel na svá zranění a byl pohřben v Gilmontu. V manželství byla Alice obyčejná žena v domácnosti a stala se první prezidentkou ženského institutu ve vesnici Emery-Don.
Naposledy se setkala s Charlesem Dodgsonem v roce 1891, kdy ho se sestrami navštívila v Oxfordu.
Po její smrti bylo Alicino tělo zpopelněno v krematoriu Golders Green a popel byl pohřben na hřbitově poblíž kostela sv. Michaela a všech andělů v Lyndhurstu v Hampshire.

## Galerie

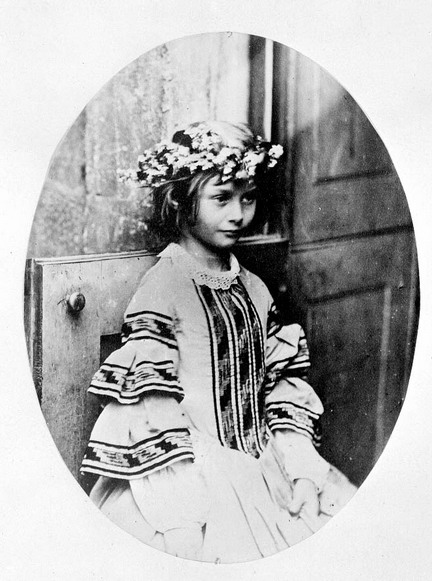
Osmiletá Alice Liddellová jako Májová královna (1860). Fotograf: Lewis Carroll
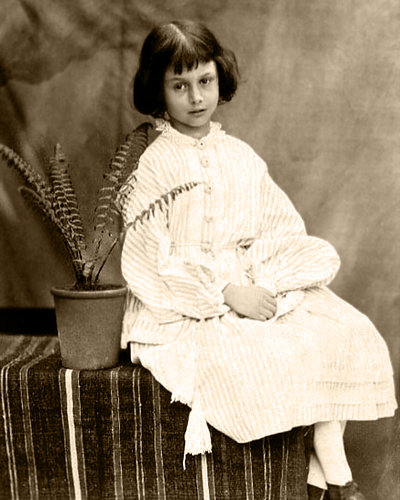
Osmiletá Alice Liddellová s kapradinou (1860). Fotograf: Lewis Carroll
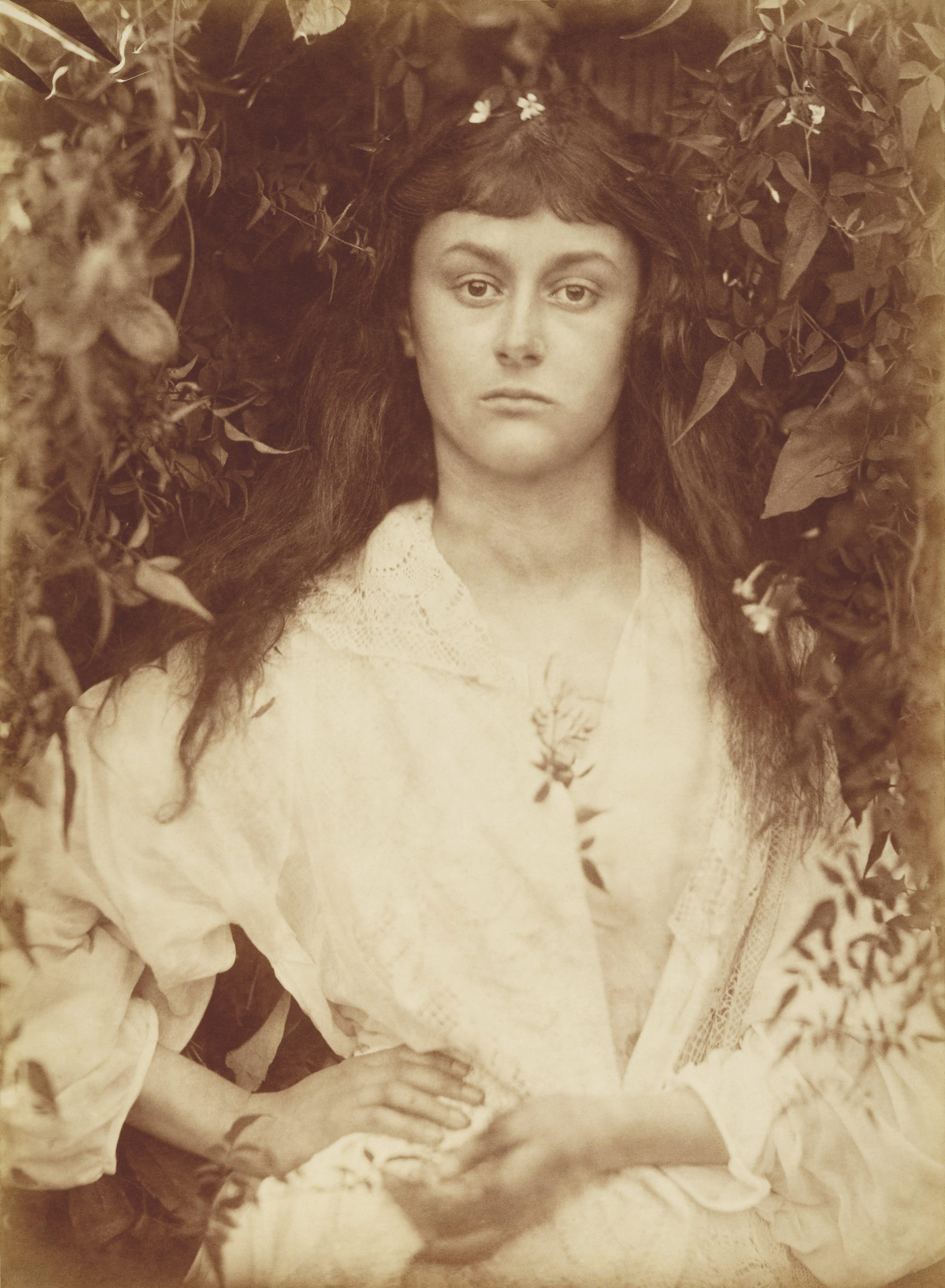
Alice Liddellová ve dvaceti letech (1872). Fotografka: Julia Margaret Cameronová
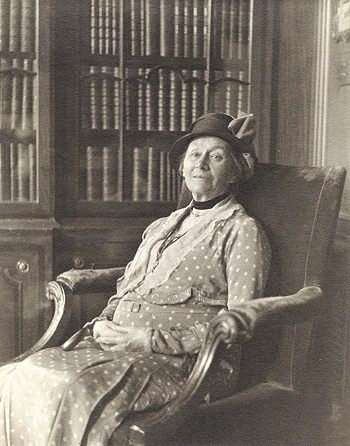
Alice Hargreaves v osmdesáti letech (1932). Fotograf: W. Kaulborn Brown

## Zrození Alenky v říši divů
Dne 4. července 1862 požádala Alice Liddellová na plavbě lodí svého přítele Charlese Dodgsona, aby pro ni a její sestry Edith a Lorinu vytvořil příběh. Dodgson, který předtím vyprávěl Liddellovým dětské pohádky, vymýšlel události a postavy za běhu, s tím snadno souhlasil. Tentokrát řekl sestrám o dobrodružstvích malé holčičky v Podsvětí, kam se dostala poté, co spadla do díry Bílého králíka. Hlavní postava velmi připomínala Alici (a to nejen jménem) a některé drobné postavy – její sestry Lorinu a Edith. Alici Liddellové se příběh líbil natolik, že požádala vypravěče, aby jej zapsal. Dodgson slíbil, ale stále mu to bylo potřeba několikrát připomínat. Nakonec vyhověl Alicině žádosti a předal jí rukopis s názvem Alice's Adventures Under the Ground. Později se autor rozhodl knihu přepsat. Za tímto účelem ji na jaře roku 1863 poslal ke kontrole svému příteli Georgu MacDonaldovi. Do knihy byly také přidány nové podrobnosti a ilustrace od Johna Tenniela. Dodgson představil novou verzi knihy své nejmilejší na Vánoce 1863. V roce 1865 vydal Dodgson Alenku v říši divů pod pseudonymem Lewis Carroll. Druhá kniha, Za zrcadlem a co tam Alenka našla, byla vydána o šest let později, v roce 1871. Obě příběhy staré více než sto let jsou dodnes populární.
Po smrti svého manžela v roce 1926 vydražila Alice ručně psanou kopii Alice's Adventures Underground (původní název příběhu), kterou jí dal Dodgson, aby zaplatila účty za domácnost. Společnost Sotheby's ji vydražila za 15 400 liber a nakonec byla prodána spoluzakladateli společnosti Victor Talking Machine Company, spoluzakladateli společnosti Victor Talking Machine Company, Eldridgeovi R. ke stému výročí Dodgsonova narození na Kolumbijské univerzitě. Johnson (na tomto ceremoniálu byla osobně přítomna osmdesátiletá Alice). Po Johnsonově smrti knihu koupilo konsorcium amerických bibliofilů. Dnes je rukopis uložen v Britské knihovně.